# Heterocola linguaria
Heterocola linguaria là một loài tò vò trong họ Ichneumonidae.